# Rhizanthellinae
Rhizanthellinae – podplemię roślin z rodziny storczykowatych (Orchidaceae). Takson monotypowy obejmujący gatunek Rhizanthella występujący w Australii.

## Systematyka
Podplemię sklasyfikowane do plemienia Diurideae z podrodziny storczykowych (Orchidoideae) w rodzinie storczykowatych (Orchidaceae), rząd szparagowce (Asparagales) w obrębie roślin jednoliściennych.